# Panchlora camerunensis
Panchlora camerunensis es una especie de cucaracha del género Panchlora, familia Blaberidae. Fue descrita científicamente por Borg en 1902.

## Distribución
Habita en Camerún y Tanzania.